# Monique Andreas Esoavelomandroso
Monique Andreas Esoavelomandroso, née le 18 août 1945 et morte le 17 mars 2025,, est une femme politique malgache, plusieurs fois ministre.

## Biographie
Elle est née à Fort-Dauphin (aujourd'hui Tolanaro), situé sur la pointe sud-est de l'île, à l'époque coloniale, et a grandi dans la ville de la côte ouest de Tuléar (maintenant Toliara), recevant une éducation religieuse au sein de l’Église luthérienne. Elle effectue des études sur l'audit financier, à Paris et à l'université de Pittsburgh.
Elle travaille ensuite dans l'administration. À partir de 1971, elle exerce des responsabilités ministérielles dans différents ministères : de l'Animation rurale, de la Finance et de l'Économie, de la Population (y compris la Gestion des femmes et des Affaires familiales entre 1977-1993) et du Budget,. En 2003-2004, elle est nommée ministre chargé de la décentralisation, du développement des provinces autonomes et des communes. Elle est l'épouse de Manassé Esoavelomandroso, qui prend la tête en 2008 du parti LEADER-Fanilo (Libéralisme économique et action démocratique pour la reconstruction nationale), fondé initialement par Herizo Razafimahaleo.
De 2004 à 2008, elle assure les fonctions de secrétaire général de la Commission de l'océan Indien, désignée à ce poste lors du 20e Conseil de ministres des pays membres les 26 et 27 mai 2004 à Moroni, aux Comores. Elle est remplacée à ce poste, qui tourne entre les États membres, par Callixte d'Offay, jusqu'alors ambassadeur des Seychelles en France.
Elle est ensuite nommée médiatrice de la République de Madagascar, pour un mandat de 6 ans, avec la responsabilité de veiller au respect des droits des citoyens face à l'État.
Monique Esoavelomandroso est décoré de la Grand Croix, 2e classe de la Légion d'honneur malgache le 12 avril 2021. 
Monique Esoavelomandroso est décédé le 17 mars 2025, à l'âge de 79 ans.